# Roberto Laiseka
Roberto Laiseka Jaio (ur. 17 czerwca 1969 w Guernice) – hiszpański kolarz.
Przez całą karierę był członkiem baskijskiej grupy Euskaltel-Euskadi. W 1999-2000 i 2005 wygrał etap na Vuelta a España, a w 2001 – na Tour de France. W 2000 zakończył Vueltę na 6. miejscu. W 2004 był 2. na Euskal Bizikleta i 3. na Volta Ciclista a Catalunya. Na Giro d'Italia 2006 doznał kontuzji, po której nie wrócił już do wyczynowego sportu.